# Прозоровский, Дмитрий Иванович
Дмитрий Иванович Прозоровский (1820—12.07.1894) — историк, палеограф и нумизмат.

## Биография
Получил домашнее воспитание, служил в министерстве государственных имуществ; с 1870 года читал лекции по медальерному искусству в Императорской Академии художеств, в 1877—1894 годах — профессор Санкт-Петербургского археологического института, где читал курсы русской палеографии и метрологии. С 1877 года — действительный член Московского археологического общества.
В 1842—44 годах публиковался в журнале «Маяк»: повесть «Гибель и спасение», «Жених сочинитель», «Чувство при разлуке», «Нина или невеста до рождения» и др. В этом же журнале появились его рецензии и статьи, напечатанных под псевдонимом «Фома Костыга». Многочисленные статьи и заметки, преимущественно касавшиеся русской метрологии и нумизматики, Прозоровский публиковал в «Москвитянине», «Журнале Министерства народного просвещения», «Трудах археологических съездов», «Древностях Московского археологического общества», «Записках Академии наук», «Сборнике» и «Вестнике» Археологического института, в «Энциклопедическом словаре Брокгауза и Ефрона», но более всего — в «Записках» и «Известиях» Санкт-Петербургского Императорского Русского археологического общества, в котором был действительным членом и хранителем музея.
Д. И. Прозоровский не приняв текста «Слова о полку Игореве», опубликованного А. И. Мусиным-Пушкиным, опубликовал «Новый опыт объяснительного изложения Слова о полку Игореве» // Зап. Отд-ния рус. и слав. археологии рус. археол. об-ва. СПб., 1882. — Т. 3. — С. 211—292 (отд. изд.: СПб., 1882). Однако, его реконструкция древнейшего памятника литературы была резко отрицательно воспринята специалистами.

## Отдельно изданные сочинения Прозоровского
- «Монета и вес в древней России до конца XVIII в.» (СПб., 1865)[3];
- «Новгород и Псков» (СПб., 1880); (издание 1887 г.)
- «Опись древних рукописей, хранящихся в музее Имп. археологического общества» (СПб., 1879);
- «Каталог русским монетам, хранящихся в музее Имп. археологического общества» (СПб., 1865);
- «Полный каталог русским медалям и монетам, хранящимся в музее Имп. археологического общества» (СПб., 1866);
- Чай по старинным русским сведениям. — СПб.: тип. Мор. м-ва, 1866. — 7 с.
- «О старинном русском счислении часов» (СПб., 1877);
- «Собрание польских и других печатей, принадлежащих Имп. Академии наук» (СПб., 1881);
- Новый опыт объяснительного изложения Слова о полку Игореве — СПб.: тип. Имп. Акад. наук, 1881. — 82 с.
- Новгород и Псков по летописям, с дополнениями по другим источникам / Сост. Д. Прозоровский. — СПб.: Тип. Ф. Елеонского и К°, 1887. — [2], 178, 91 с.
- в «Вестнике археологии и истории, изд. Археологическим институтом», вып. VII, СПб., 1888:
  - «О названиях славянских букв»;
  - «Псаломник»;
  - «О слове Мокачно»;
- в «Вестнике Археологического института», 1892:
  - «Чтения по истории славяно-русской палеографии»;
  - «Новые разыскания о новгородских посадниках»).